# ウォルター・ミティ
ウォルター・ジェームズ・ミティ（Walter James Mitty）は、ジェームズ・サーバーの短編小説『ウォルター・ミティの秘密の生活』や、それを原作とする（ただし内容は大幅に異なる）映画化作品『虹を掴む男』（1947年）、『LIFE!』（2013年）の主人公である。1947年の映画作品ではダニー・ケイが、2013年の映画作品ではベン・スティラーが演じた。

## キャラクターとあらすじ
ウォルター・ミティはおとなしい温厚な男で、日常生活の中の些細なことをきっかけとして、しばしば空想にふける癖がある。オリジナルの短編小説はわずか数段落という短いものだが、その中でミティは、第二次世界大戦中の飛行艇パイロット、救急外来の外科医、悪魔のような殺人鬼などになった自分を想像している。彼は白昼夢の中で英雄的な働きをするが、それが最後まで目的を達成することはない。ミティの白昼夢はたいてい、善意だが無神経な他者によって中断され、現実に引き戻されてしまう。物語は、ミティが妄想の中で銃殺隊と対峙しているところで終わる。ユーモラスな要素もあるが、文章の根底にはもっと暗くて重大なメッセージもあり、それがミティというキャラクターの悲劇的な解釈につながっている。

## 大衆文化において
ウォルター・ミティという名前は、「無能な夢想家」という意味で一般に使用されるようになっており、いくつかの辞書に掲載されている。『アメリカンヘリテージ英語辞典』では、Walter Mittyを「個人的な勝利の幻想的な白昼夢にふける、普通の、しばしば無能な人」と定義している。サーバーの作品によく登場する無能な男性主人公の中でも最も有名なキャラクターで、「夢見がちで無様なサーバー男の原型」とされている。
ワーナー・ブラザース社長のジャック・L・ワーナーは自伝『My First Hundred Years in Hollywood』の中で、俳優のエロール・フリンについて、「世界のウォルター・ミティたちにとって、彼（フリン）は、壮大でセクシーで動物的なパッケージの中のヒーローの全てだった」と述べている。
1992年のウォルター・アイザックソンによるヘンリー・キッシンジャーの伝記の中で、第四次中東戦争中の1973年10月6日に、リチャード・ニクソン大統領首席補佐官のアレクサンダー・ヘイグに対し、ニクソンをフロリダに留めるようにキッシンジャーが促したのは、ニクソンのヒステリックな動きを避け、「ウォルター・ミティー傾向」を抑えるためだったと記されている。
宇宙飛行士でアメリカ上院議員のジョン・グレンは、1999年の自伝『John Glenn: A Memoir by Mercury』の中で、「普通の人は、自身がインディ500で優勝することを『ウォルター・ミティする』ことができる。誰もが車の運転はしたことはあり、自分が速く走って左に曲がることだけを想像するだけでいいからである。しかし、宇宙はあまりにも新しかったので、誰も現実的に宇宙に関係する方法を想像することができなかった。」と述べている。
『ガーディアン』紙は2009年4月20日、漏洩したイギリス国民党の訓練マニュアルで、一部のメンバーのことを「嘘つき、変わり者、ウォルター・ミティータイプ」と表現していると報じた。
『ガーディアン』紙は2016年1月23日、PTSDのために軍の精神科医のサービスを利用したイギリス軍人や元軍人のうち、約10%が戦闘体験を捏造したり誇張したりした「ウォルター・ミティ」のような性格であると報じた。
テリー・ギリアムは、自身の映画作品『未来世紀ブラジル』を「ウォルター・ミティとフランツ・カフカの出会い」と表現した。

### イギリス軍のスラング
軍歴詐称者のことを、イギリス軍では「ウォルター・ミティ」を短縮して「ウォルト」(Walts)と呼ぶ。イギリスでは、軍人になりすますために、本物もしくはレプリカの軍服や装飾品を着用することは、2006年の軍隊法により違法である。イギリスの軍歴詐称者の例として、多数の勲章を受けたイギリス陸軍の将校だと偽ったアラン・マキルレイスが挙げられる。
元イギリス陸軍特殊空挺部隊(SAS)所属のアンディ・マクナブは、SASの選抜についての著書の中で、他の部隊からSASへの入隊を志願したが、それが個人的な虚栄心のためであり、入隊を諦めた兵士は、「ウォルター・ミティ」というレッテルを貼られ、静かに家に帰されたと書いている。

## 映画
1947年の映画化作品『虹を掴む男』ではダニー・ケイがミティを演じた。サーバーは、この作品の制作に反対した。
2013年の映画化作品『LIFE!』では、ベン・スティラーがミティを演じた。